# Rosario Berardi
Rosario Berardi (Bari, 17 novembre 1926 – Torino, 10 marzo 1978) è stato un poliziotto italiano con la qualifica di sottufficiale di Pubblica Sicurezza, medaglia d'oro al merito civile alla memoria, assassinato a Torino il 10 marzo 1978 da un nucleo armato delle Brigate Rosse durante gli Anni di piombo.

## Biografia
Nato a Bari nel 1926 e cresciuto a Ruvo di Puglia, entrò in polizia nel 1948 e prestò servizio a Roma, Bari e Torino, dopo aver frequentato la scuola di polizia di Caserta. Nel 1970 svolse il servizio di polizia giudiziaria presso l'ufficio politico di Torino e fu comandante della squadra della polizia giudiziaria del Nucleo speciale antiterrorismo. Si rese autore di numerosi arresti e indagini nell'ambiente eversivo di estrema sinistra, che condussero all'arresto di Giuliano Naria e alla scoperta del covo torinese delle Brigate Rosse di via Pianezza. Negli stessi anni fu testimone al processo della brigatista Sofia Zambon.
Il 10 marzo 1978 Berardi fu ucciso da un gruppo di quattro terroristi in corso Belgio alle 7:45, mentre aspettava il tram 7. Il nucleo di fuoco brigatista era costituito da Patrizio Peci, nome di battaglia "Mauro", che rimase di copertura sulla strada vicino ad un benzinaio armato di mitra, Nadia Ponti "Marta", appostata per controllare l'uscita di Berardi dalla propria abitazione e segnalarne l'arrivo, Cristoforo Piancone "Sergio" e Vincenzo Acella "Filippo", entrambi incaricati di sparare con le loro pistole, una Nagant M1895 e una Beretta Serie 70. Il maresciallo fu colpito dai due brigatisti inizialmente da tre proiettili alla schiena e poi, dopo essere caduto a terra, da altri quattro proiettili al capo e al braccio.
I brigatisti, dopo essere fuggiti a bordo di una Fiat 128, rivendicarono l'omicidio con una telefonata all'ANSA alle 8:30 dello stesso giorno.